# Капри Стил
Капри Стил (на английски: Capri Styles) е артистичен псевдоним на американската порнографска актриса Надя Уокър (Nadia Walker).
Поставена е на 33-то място в класацията на списание „Комплекс“ – „Топ 50 на най-горещите чернокожи порнозвезди за всички времена“, публикувана през септември 2011 г.

## Биография
Надя Уокър е родена на 27 ноември 1981 година в Атланта, Джорджия. Дебютира като актриса в порнографската индустрия през 2005 година, когато е на 24-годишна възраст.